# 竹内郁郎
竹内 郁郎（たけうち いくお、1929年12月9日 - ）は、日本の社会学者、東京大学名誉教授。
東京市（現東京都北区）出身。1955年東京大学文学部社会学科卒、同大学院修士課程修了、東京大学新聞研究所助教授、1976年教授、84年所長、1990年定年退官、名誉教授、静岡県立大学教授、1993年東洋大学教授、2000年退職。

## 著書
- 『マス・コミュニケーションの社会理論』東京大学出版会 現代社会学叢書 1990

### 共編著
- 『社会心理学』岡部慶三,飽戸弘共編 新曜社 1972
- 『新しい社会学 社会学の現代的課題』松原治郎共編 有斐閣選書 1973
- 『社会学小辞典』浜島朗,石川晃弘共編 有斐閣双書 小辞典シリーズ 1977
- 『現代マス・コミュニケーション論 全体像の科学的理解をめざして』児島和人共編 有斐閣大学双書 1982
- 『リーディングス日本の社会学 20 マス・コミュニケーション』児島和人、岡田直之共編 東京大学出版会 1987
- 『地域メディア』新版 田村紀雄共編著 日本評論社 1989
- 『ニューメディアと社会生活』児島和人、川本勝共編 東京大学出版会 1990
- 『メディア・コミュニケーション論』児島和人,橋元良明共編著 北樹出版 1998
- 『呪術意識と現代社会 東京都二十三区民調査の社会学的分析』宇都宮京子共編著 青弓社 2010

### 翻訳
- E.カッツ, P.F.ラザースフェルド『パーソナル・インフルエンス オピニオン・リーダーと人びとの意思決定』培風館 1965
- D.マクウェール『マス・コミュニケーションの理論』共訳 新曜社 1985

## 参考
- 『現代日本人名録』2002年